# ذبابيات بيضاء
الذباب الأبيض أو أمقات أو عائلة أليروديدي أو عائلة الذباب الأبيض أو الدقيقيات أو ذبابة جيفارد البيضاء أو أليروديدى، أو الذبابة البیضاءٌ الذي لا يضم سوى فصيلة الدقيقيات (Aleyrodidae)، يكون من رتبة الحشرات الصغيرة نصفيات الأجنحة (hemiptera). وقد تم وصف أكثر من 1550 نوعًا منها. ويتغذى الذباب الأبيض على الجانب السفلي من أوراق النبات.

## التهديد الزراعي
إن قدرة الذبابة على نقل ونشر المرض كان لها التأثير الأكبر على الإنتاج العالمي للغذاء. ففي المناطق المدارية وشبه المدارية، أصبحت مشكلة الذباب الأبيض واحدة من أخطر المشكلات التي تواجه حماية المحاصيل. وتُقدر الخسائر الاقتصادية بمئات الملايين من الدولارات.
وفي حين تتسبب أنواع عديدة من الذباب الأبيض في خسائر في المحاصيل من خلال التغذية المباشرة، تعد الأنواع المعقدة أو مجموعة الذباب الأبيض في جنس بميسيا (Bemisia) أنواعًا خطيرة في نقل أمراض النبات. وتنقل حشرتا ذبابة الورقة الفضية (Bemisia tabaci) والذبابة البيضاء (B. argentifolii)، فيروسات مثل فيروس موزاييك الكسافا الأفريقي وموزاييك الفول الذهبي وموزاييك تقزم الفول وموزاييك الفاصوليا (كاليكو) وفيروس اصفرار وتجعد أوراق الطماطم وفيروس تبرقش الطماطم وغيرها من الفيروسات من جنس موازييك الفول (Begomovirus)، في عائلة: الفيروسات التوأمية. ويستمر انتشار الطرز الحيوية الناشئة في جميع أنحاء العالم، مثل ذبابة الورقة الفضية التابعة للطراز الحيوي (B) والمعروفة أيضًا باسم الذبابة البيضاء والطراز الحيوي الجديد (Q)، في التسبب في خسائر شديدة في المحاصيل والذي من المرجح أن تستمر في الزيادة مما يؤدي إلى استخدام المبيدات الحشرية بمعدل أعلى على العديد من المحاصيل مثل (الطماطم والفاصوليا والكسافا والقطن والقرعيات والبطاطس والبطاطا الحلوة). وتهدف، الجهود الرامية إلى تطوير أنظمة متكاملة صديقة للبيئة لإدارة الآفات مع هدف الحد من استخدام المبيدات الحشرية، إلى إعادة تحقيق التوازن البيئي لـ المفترسات والطفيليات والضوابط الميكروبية التي كان يتم استخدامها فيما مضى. كما يتم تطوير أنواع جديدة من المحاصيل تتحمل الذباب الأبيض بشكل كبير وأمراض النبات التي ينقلها. وثمة مشكلة رئيسية هي حقيقة أن الذباب الأبيض والفيروسات التي يحملها يمكن أن تصيب العديد من النباتات المضيفة المختلفة، بما في ذلك المحاصيل الزراعية وأشجار النخيل والحشائش. وهذا أمر معقد من حيث صعوبة تصنيف الطرز الحيوية الجديدة للذبابة البيضاء وفيروسات موزاييك الفول واكتشافهما. ويعتمد التشخيص السليم لأمراض النبات على استخدام تقنيات جزيئية متطورة لاكتشاف ووصف الفيروسات والذباب الأبيض الموجودين في المحاصيل. وهناك حاجة لفريق من الباحثين والمرشدين الزراعيين والمزارعين الذين يعملون معًا لمتابعة تطور المرض، وذلك باستخدام النمذجة الديناميكية، لفهم مدى انتشار المرض.
في عام 1997، تم اكتشاف فيروس اصفرار وتجعد أوراق الطماطم في فلوريدا بالولايات المتحدة الأمريكية. ويعد هذا المرض هو أسوأ مرض فيروسي تنقله الذبابة البيضاء، ذبابة الورقة الفضية. كما تبين أن الذبابة البيضاء تنقل تقريبًا 60 مرضًا من الأمراض الفيروسية الأخرى التي تصيب النبات.

### الضرر الذي تحدثه الذبابة البيضاء خلال التغذية
يتغذى الذباب الأبيض عن طريق الوصول إلى لحاء النباتات، وإدخال اللعاب السام وخفض ضغط تورقر النباتات بشكل عام. وبسبب تجمع الذباب الأبيض بأعداد كبيرة، يمكن أن تموت النباتات الحساسة بسرعة. ويُسبب نمو العفن المزيد من الضرر بدعم من المغثر الذي يفرزه الذباب ألأبيض. وهذا قد يعوق أيضًا قدرة المزارع على إجراء عملية حصاد محاصيل القطن.
ويتشارك الذباب الأبيض هيئة معدلة من الاستحالة الناقصة، التي تبدأ فيها الأطوار غير الناضجة الحياة كأفراد متنقلين، ولكن سرعان ما تلتصق بالنبات الهمضيف. ويُسمى الطور قبل طور اكتمال النمو باسم الخادرة، برغم أنه يتشارك القليل من القواسم المشتركة مع طور الخادرة (العذراء) في الحشرات ذات التطور الكامل.

### المكافحة

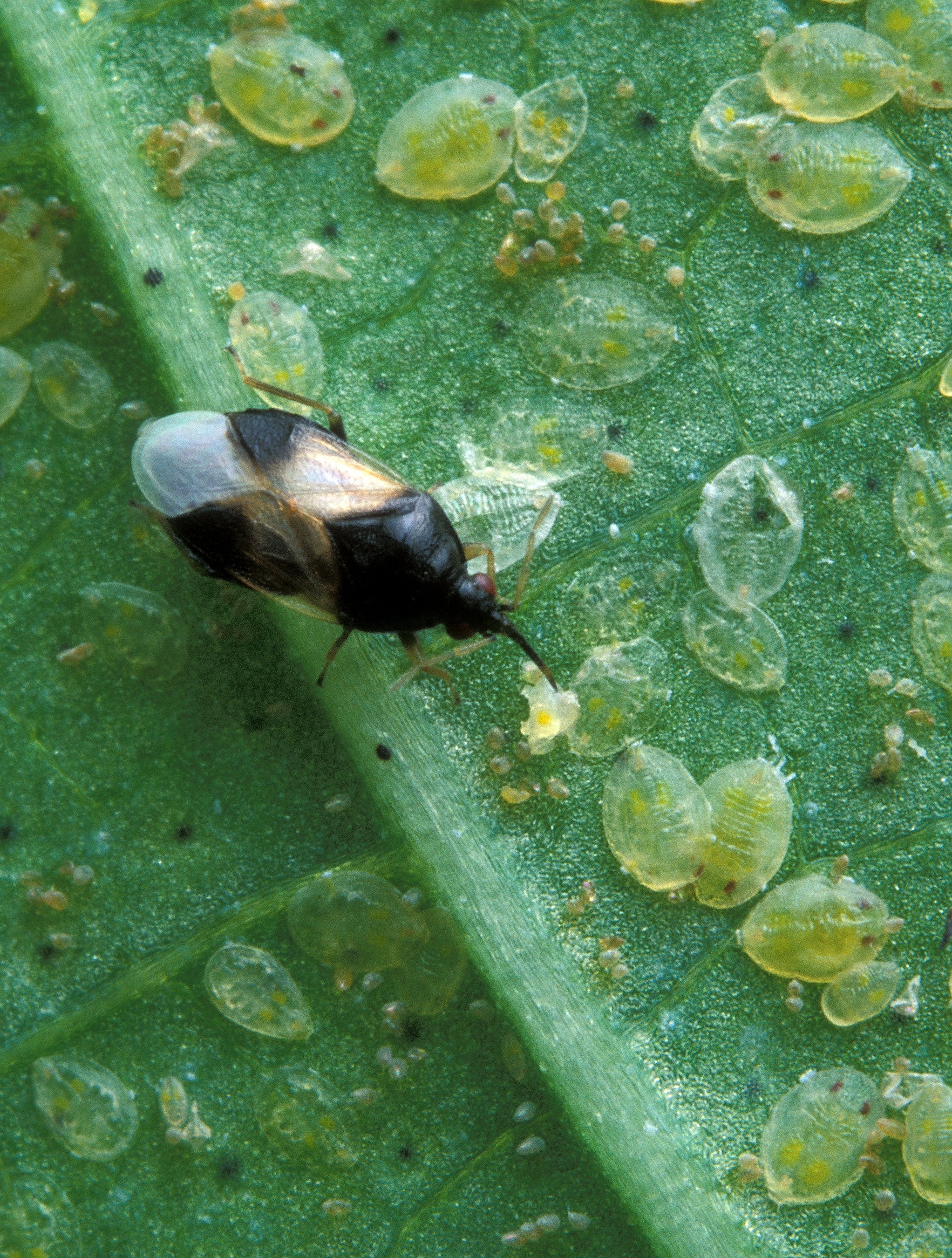
بق القراصنة يتغذى على حوريات الذبابة البيضاء.

إن مكافحة آفة الذبابة البيضاء أمر صعب ومعقد لأن الذباب الأبيض يكتسب بسرعة مقاومة ضد مبيدات الآفاتالكيميائية. وتوصي وزارة الزراعة الأمريكية باتباع «برنامج متكامل يركز على الوقاية التي تعتمد على طرق المكافحة الثقافية والبيولوجية إن أمكن.»
وبالرغم من أن استخدام مبيدات الآفات الأولية قد يكون ضروريًا لمكافحة الإصابات الشديدة، غير أن الاستخدام المتكرر قد يؤدي إلى ظهور سلالات من الذباب الأبيض تكون مقاومة للمبيدات، لذلك لا يُنصح إلا باستخدام المبيدات الحشرية الانتقائية. وتتوفر معلومات خاصة عن مبيدات الآفات ودليل عن الذبابة البيضاء التي تصيب التين، من جامعة فلوريدا بمدينة ديفي. وينبغي توخي الحذر لضمان أن المبيد الحشري المستخدم لن يقتل المفترسات الطبيعية للذبابة البيضاء. ومن أجل الاستخدام الفعال للطريقة البيولوجية بعد استخدام مبيدات الآفات، يُنصح بغسل النبات قبل التخلص من المفترسات والطفيليات.
تُعد المبيدات المستخدمة لمكافحة الذباب الأبيض من فئة مبيدات الحشرات (neonicotinoid). وتتكون المنتجات التي تحتوي على مركبات المبيد الحشري (neonicotinoid) من واحدة من هذه المواد الفعالة: كلوثياندين (مادة تجارية) ودينوتيفوران (مادة تجارية وتستخدم دون وصفة) وإيميداكلوبريد (مادة تجارية وتستخدم دون وصفة) وثيامثوكسام (مادة تجارية). ويمكن أن تكون المبيدات الحشرية ضارة إذا تم بلعها. كما أنها مادة سامة للغاية للنحل الذي يعتبر عنصرًا أساسيًا في تلقيح النباتات المزهرة، ويُنظر إلى هذه المبيدات على أنها أحد الأسباب المحتملة وراء الانخفاض الكبير في أعداد النحل. وقد يكون التناوب في استخدام المبيدات الحشرية من عائلات مختلفة أمرًا فعالًا في منع اكتساب مناعة ضد المنتج. وتعتبر مادتا الكلوثياندين والدينوتيفوران من نفس العائلة.

### الوسائل غير الكيميائية
تم أيضًا اقتراح وسائل بيولوجية لمكافحة تفشي الذبابة البيضاء، والتي يمكن أن تقترن باستخدام الوسائل الكيميائية. فغسل النبات، وخاصة الأوراق من الأسفل قد يساعد على تقليل عدد الآفات الموجودة على النباتات ويجعل عملية السيطرة عليهم باستخدام وسائل أخرى عملية أكثر فعالية. ويعد خيار رش الأوراق باستخدام صابون غير مؤذ واتباع تعليمات الشركة المصنعة أحد الخيارات. كما أن الذباب الأبيض ينجذب إلى اللون الأصفر ولذلك يمكن أن تعمل الأوراق اللاصقة الصفراء بمثابة فخاخ لرصد أماكن غزو الذباب. ويمكن إزالة الأوراق الميتة أو الأوراق التي أكل أغلبها الذباب الأبيض وحرقها أو وضعها بعناية في صناديق مغلقة لتجنب إعادة إصابة النبات وتفشي المرض.
وينبغي اكتشاف الأجزاء المصابة مبكرًا مع رشها بخرطوم مياه أو تنظيفها بآلة التنظيف وكذلك إزالة أي جزء يكون مصابًا بشدة. ولا يعد استخدام مبيدات الآفات أمرًا مثاليًا في حالة مكافحة الذبابة البيضاء ويمكن أن يكون التلوث المنتشر على نطاق واسع مكلفًا؛ ومن الأفضل تجنب هذه المشكلة باتباع تدابير وقائية شديدة.
ويمكن أن تكون المفترسات والطفيليات عنصرًا فعالاً في مكافحة تفشي الذبابة البيضاء. وتشمل هذه المفترسات حشرة أسد المن الأخضر (Chrysopidae) والدعسوقة وبق القراصنة الصغير (Anthocoridae) والبق ذو العيون الكبيرة (Geocoris) والحشرات الزرافية.
كما يمكن القيام بمكافحة متكاملة للذبابة البيضاء باستخدام المبيدات الحيويةالمعتمدة على جرثوميات مثل بوفيريا باسيانا (فعالة على الحوريات والحشرات مكتملة النمو) أو الفطريات الخيطية اللاجنسية (Paecilomyces fumosoroseus).
وتمتلك يرقات أسد المن الأخضر شهية نهمة. فهي تهاجم الذباب الأبيض وكذلك الآفات الأخرى بما فيها المن والبق الدقيقي وعث العناكب وحوريات الحشرة النطاطة وبيض العثة والحشرات القشرية وحشرة التربس. كما أنها يمكن أن تهاجم الحشرات الأخرى بما فيها اليسروع. وهي متوفرة في شكل بيضات يتم الحصول عليها من الأماكن التجارية لتربية الحشرات (المحشرة) وستظل في الطور اليرقي بعد أن تفقس لمدة أسبوع إلى ثلاثة أسابيع. وتستطيع الحشرات مكتملة النمو الطيران ولا تتغذى إلا على حبوب اللقاح والعسل والرحيق حنى تتمكن من التكاثر. وقد يكون الاستخدام المتكرر ضروريًا ويمكن أن يؤكل البيض قبل أن يفقس من قبل مفترساته الطبيعية، مثل النمل أو حشرات أسد المن الناضجة.
وتستخدم أيضًا الدعسوقة. فهي تأكل معظم بيض الحشرات، ولكنها ستتغذى أيضًا على يرقات الخنافس والمن والحشرات القشرية واليسروع الصغير. وغالبًا ما يتم جمعها عندما تكون في حالة سبات في البرية وشحنها لاستخدامها في مكافحة الآفات، ومع ذلك، فإنها قد لا تبقى في المكان الذي يتم نشرها فيه. وهي تعيش بالفعل لمدة عام تقريبًا وستضع البيض وتتكاثر باستمرار. وربما يعمل رش أجنحتها بمادة لزجة قبل إطلاق سراحها على إعاقة قدرتها على الطيران.

#### النباتات المترافقة
يمكن أن يتم التحميل بين عدد من النباتات والخضراوات، في محيط الحديقة، حيث تعمل هذه النباتات بمثابة النبات المترافق لحماية المحصول من الذباب الأبيض.
فعلى سبيل المثال، يُعتقد أن زهرة السلبوت توفر دفاعًا ضد أشجار الكشمش أو الطماطم. فهي ستوفر مواد كيميائية جذرية من شأنها أن تردع الذبابة البيضاء.
أما زهرة الزينيا، من ناحية أخرى، فهي تجذب المفترسات التي تلتهم الذباب الأبيض، بما فيها الطيور الطنانة والدبابير المفترسة والذباب. وتشمل النباتات الأخرى التي لها وظيفة مماثلة شجيرة طائر الطنان وقصعين الأناناس وبلسان النحل. وكل من هذه النباتات أيضًا يُخفي رائحة النباتات المجاورة، مما يجعل اكتشاف بعض الحشرات الضارة لهم أمرًا أكثر صعوبة، كما تفعل معظم أشجار النعناع الأخرى.

## الأنواع المنتقاة
- تعتبر الذبابة البيضاء في البيوت الزراعية المحمية، اسمها العلمي (Trialeurodes vaporariorum)، واحدة من الآفات الرئيسية التي تُصيب العديد من الفواكه والخضراوات ونباتات الزينة، وكثيرًا ما يتم العثور عليها في البيوت الزجاجية.
- تعتبر ذبابة الحمضيات السوداء، اسمها العلمي (Aleurocanthus woglumi)، واحدة من الآفات التي تصيب المحاصيل الحمضية.
- تعتبر الذبابة البيضاء ذات الورقة الفضية، اسمها العلمي (Bemisia argentifolii)، واحدة من الآفات التي تصيب عددًا من المحاصيل الزراعية ونباتات الزينة.
- تعتبر الذبابة البيضاء التي تصيب الكرنب، اسمها العلمي (Aleyrodes proletella)، واحدة من الآفات التي تصيب أنواع مختلفة من الكرنب.